# Ruben Knab
Ruben Abel Knab (* 19. Februar 1988 in Ede) ist ein niederländischer Ruderer, der 2019 Weltmeisterschaftszweiter mit dem Achter war. Bei den Olympischen Sommerspielen 2024 gewann er wiederum die Silbermedaille im Achter.

## Sportliche Karriere
Der etwa 1,92 m große Ruben Knab belegte mit dem niederländischen Achter den neunten Platz bei den U23-Weltmeisterschaften 2008, 2009 erreichte er den siebten Platz mit dem Vierer mit Steuermann und 2010 den 14. Platz mit dem Doppelvierer. Bei den Weltmeisterschaften 2011 in Bled belegte der niederländische Vierer ohne Steuermann in der Besetzung Meindert Klem, Ruben Knab, Kaj Hendriks und Jozef Klaassen den sechsten Platz. Ein Jahr später erreichte der niederländische Vierer mit Kaj Hendriks, Boaz Meylink, Ruben Knab und Mechiel Versluis den fünften Platz bei den Olympischen Spielen in London.
Bei den Europameisterschaften 2013 in Sevilla gewann Ruben Knab seine erste internationale Medaille. Hinter dem Deutschland-Achter und den Polen erruderte der niederländische Achter die Bronzemedaille in der Besetzung Sjoerd de Groot, Ruben Knab, Gerbren Spoelstra, Thomas Doornbos, Vincent van der Want, Boudewijn Röell, David Kuiper, Govert Viergever und Steuermann Peter Wiersum. Drei Monate später erreichten die Niederländer den fünften Platz bei den Weltmeisterschaften 2013. Im Jahr darauf verpasste der niederländische Achter den Einzug ins A-Finale bei den Europameisterschaften 2014 und belegte den siebten Platz. Vor heimischem Publikum folgte der achte Platz bei den Weltmeisterschaften in Amsterdam. 2015 trat Ruben Knab im Doppelzweier an, 2016 versuchte er vergeblich, sich im Zweier ohne Steuermann für die Olympischen Spiele zu qualifizieren.
2017 bei den Europameisterschaften in Račice u Štětí ruderte Knab wieder im Achter und erreichte wie 2013 den dritten Platz hinter dem Deutschland-Achter und den Polen, der Achter bestand aus Boaz Meylink, Kaj Hendriks, Tone Wieten, Roel Braas, Ruben Knab, Mechiel Versluis, Robert Lücken, Bjorn van den Ende und Steuermann Diederik van Engelenburg. In der gleichen Besetzung belegte der niederländische Achter den vierten Platz bei den Weltmeisterschaften 2017. 2018 bei den Europameisterschaften in Glasgow siegte der Deutschland-Achter vor den Niederländern, die in der Besetzung Vincent van der Want, Boudewijn Röell, Maarten Hurkmans, Simon van Dorp, Mechiel Versluis, Ruben Knab, Lex van den Herik, Freek Robbers und Diederik van Engelenburg antraten. In der gleichen Besetzung kam der niederländische Achter auf den siebten Platz bei den Weltmeisterschaften 2018. 2019 gewann der niederländische Achter mit Vincent van der Want, Boudewijn Röell, Jasper Tissen, Ruben Knab, Mechiel Versluis, Bram Schwarz, Bjorn van den Ende, Robert Lücken und Steuerfrau Aranka Kops bei den Europameisterschaften in Luzern Bronze hinter den Deutschen und den Briten. Bei den Weltmeisterschaften siegten die Deutschen vor den Niederländern und den Briten, wobei der niederländische Achter in der Besetzung Bjorn van den Ende, Ruben Knab, Jasper Tissen, Simon van Dorp, Maarten Hurkmans, Bram Schwarz, Mechiel Versluis, Robert Lücken und Aranka Kops antrat. Bei den Europameisterschaften 2020 gewann er mit dem niederländischen Achter die Bronzemedaille hinter den Booten aus Deutschland und Rumänien. Im Jahr darauf siegten die Briten bei den Europameisterschaften in Varese vor den Rumänen und den Niederländern. Bei den Olympischen Spielen in Tokio belegte der niederländische Achter den fünften Platz.
2022 bei den Europameisterschaften in München ruderte der niederländische Vierer ohne Steuermann in der Besetzung Ralf Rienks, Ruben Knab, Sander de Graaf und Rik Rienks auf den zweiten Platz hinter den Briten und vor den Rumänen. Einen Monat später siegten die Briten bei den Weltmeisterschaften in Račice u Štětí vor den Australiern und den Niederländern. 2023 bei den Europameisterschaften in Bled waren alle aus dem Vorjahres-Vierer im Achter dabei und gewannen die Bronzemedaille hinter den Briten und den Rumänen. Viereinhalb Monate später traten die Brüder Rienks zusammen mit Ruben Knab und Nicolas van Sprang bei den Weltmeisterschaften in Belgrad als Vierer an und belegten den vierten Platz mit vier Sekunden Rückstand auf die drittplatzierten Neuseeländer. 2024 ruderten Ralf Rienks und Ruben Knab im Achter. Bei den Olympischen Spielen in Paris wurden sie Zweite mit einer Sekunde Rückstand auf die Briten.